# Vasilij Gavrilovič Grabin
Vasilij Gavrilovič Grabin (in russo Василий Гаврилович Грабин?; Staronižesteblievskaja, 9 gennaio 1900, 28 dicembre 1899 del calendario giuliano – Kaliningrad, 18 aprile 1980) è stato un ingegnere militare sovietico.

## Biografia
Ingegnere militare sovietico, fu il progettista del cannone divisionale da 76 mm M1942, che permise all'Armata Rossa all'inizio della seconda guerra mondiale di contare su un'artiglieria superiore a quella tedesca.
Grabin progettò anche altre armi decisive durante il corso della guerra e fu insignito del titolo di Eroe del Lavoro Sovietico.